# Khurja
Khurja (Hindi: खुर्जा) és una ciutat i municipalitat del districte de Bulandshahr a Uttar Pradesh situada a 28° 15′ N, 77° 51′ E / 28.250°N,77.850°E amb una població segons el cens de 2001 de 98.403 habitants, i de 29.277 el 1901.
La ciutat i comarca fou concedida als rajputs bale sultan lliure de renda, per Firuz Shah Tughluk. El seu nom deriva de lurdú "kharija" que vol dir "cancel·lada" o "condonada" (per què li foren perdonats els impostos a causa del fet que les maresmes feien difícil i poc rendible l'agricultura). Els descendents del primer concessionari van conservar la possessió fins que la van perdre a mans de Suraj Mal, Raja jat de Bharatpur, el 1740, i els territoris que van conservar els van acabar perdent a finals del segle xviii a mans de Daulat Rao Scindia.
Fou erigida en municipalitat el 1866.